# Low Cliff
Das Low Cliff (englisch) ist ein niedriges Kliff auf der antarktischen Ross-Insel. Es ragt am Ufer der North Bay im Westen der Insel auf.
Teilnehmer der Terra-Nova-Expedition (1910–1913) unter der Leitung des britischen Polarforschers Robert Falcon Scott benannten es deskriptiv.